# Aaibaarheidsfactor
De aaibaarheidsfactor is een begrip bedacht door Rudy Kousbroek voor de mate waarin dieren bij mensen affectie of genegenheid opwekken, en daardoor de behoefte tot strelen. Hij heeft dit begrip in 1969 uitgewerkt in een reeks essays, gebundeld tot een boekje met gelijknamige titel, dat verluchtigd werd met tekeningen van zijn — toen nog jonge — dochter Hepzibah Kousbroek. Het boekje (formaat 11 × 14 cm) werd, conform het thema, uitgegeven met een fluwelig stofomslag.
Voor Kousbroek is de aaibaarheidsfactor het belangrijkste criterium voor zijn persoonlijke indeling van het dierenrijk. In zijn visie heeft de kat van alle dieren de hoogste aaibaarheidsfactor: "[er is] maar één dier dat tegelijk beantwoordt aan alle voorwaarden van vrijheid, gelijkheid, bezit van intelligentie en van een gladde vacht, afwezigheid van hap-impuls, etc., die samen het criterium van aaibaarheid uitmaken en dat is de apotheose in de evolutie van de aaibaarheid (la loi de la caressabilité croissante), de kat.” De factor van vissen is volgens Kousbroek bijna nul, niet in de laatste plaats door het milieu waarin ze leven. Helemaal onder aan de schaal – met een negatieve factor – komen onder meer oesters, kwallen, piranha's en sidderalen.
Het begrip, dat is opgenomen in de Woordenlijst Nederlandse Taal, wordt ook wel gebruikt voor mensen.

## Boekje
Het boekje De Aaibaarheids-factor bevat een keuze uit oorspronkelijk in het NRC-Handelsblad verschenen teksten. Omslag en typografie: Leendert Stofbergen, ISBN 9061690099/CIP
- juli 1969: eerste druk
- november 1969: tweede druk
- juni 1970: derde druk
- maart 1972: vierde druk
- januari 1978: vijfde geheel herzien en uitgebreide druk
- oktober 1978: zesde druk
- februari 1979: zevende druk
- november 1979: achtste druk
- november 1983: negende druk
- maart 1991: tiende druk